# Aylin Sezer
Aylin Sezer (Istanbul, 1984?) is een Turks/Nederlandse sopraan. Ze zingt zowel opera als orkestliederen en geeft liedrecitals.

## Biografie

### Jeugd
Aylin Sezer heeft een Brabantse moeder, die op haar 18e naar Istanbul vertrok, daar haar Turkse vader ontmoette en met hem trouwde. Ze is geboren en opgegroeid in Istanbul, en meertalig opgevoed. In het gezin waarin ze opgroeide was altijd veel muziek te horen, vooral Westerse muziek. Sezer ging na haar lagere school eerst naar de Italiaanse meisjesschool en daarna naar Robert College in Istanbul. Zij begon op haar 14e met zanglessen bij Ayşe Sezerman. In die tijd kreeg ze een boek over de Turkse operazangeres Leyla Gencer, waardoor ze geïnspireerd raakte om ook te streven naar een podiumcarrière.

### Opleiding
Op haar 20e kwam Sezer naar Nederland om hier zang te gaan studeren aan het Koninklijk Conservatorium in Den Haag. Aansluitend studeerde ze in Amsterdam aan de Dutch National Opera Academy, waar ze haar diploma behaalde met de onderscheiding exceptional artistic quality.

### Opera
Sezer zong bij o.a. Opera Zuid en de Nederlandse Reisopera. Ook behoorde ze in seizoen 2014–2015 tot het jong ensemble van de Vlaamse Opera. Ze trad op in operaproducties van de NTR ZaterdagMatinee in het Koninklijk Concertgebouw, bij het Koninklijk Concertgebouworkest en in een bijzondere uitvoering van de opera Thijl van Jan van Gilse door het Utrechts Studenten Concert. 
In 2009 zong ze een rol in de opera Agrippina van Händel. Rollen in belangrijke opera's volgden in 2012 (Pamina in Die Zauberflöte (Mozart) bij Opera Zuid en Dido in Dido and Aeneas (Purcell) bij Holland Opera), en in 2014 (in Elektra van Strauss). Ze zong in de Mozart-cyclus in 2015 bij de Vlaamse Opera (Despina in Così fan tutte, Zerlina in Don Giovanni en Barbarina in Le nozze di Figaro) in de regie van Guy Joosten. In 2017 zong ze de hoofdrol van Violetta in La traviata van Verdi bij Opera Spanga, en in 2021 zong ze in Carmen van Bizet. In 2022 zong ze de hoofdrol in een aangepaste versie van La traviata, in regie van Dorike van Genderen bij de Nederlandse Reisopera. In 2023 zong ze in Het sluwe vosje van Janáček, in een concertante uitvoering met het Radio Filharmonisch Orkest in het Concertgebouw in Amsterdam. Eveneens in 2023 zong ze in Jevgeni Onegin van Tsjaikovsky bij Opera Spanga. in 2024 was ze te horen in Nederlandse Reisopera's De Piratenkoningin als Queen Anne, een opera gecomponeerd door Monique Krüs. Deze familieopera werd door NRC verkozen tot nummer drie in de top tien van beste klassieke muziek in 2024.

### Overig
Naast opera zingt Sezer ook regelmatig solo. Ze zong de liedcyclus Sheherazade van Ravel met het symfonieorkest Phion, en de Vier letzte Lieder van Strauss begeleid door pianist Ed Spanjaard, met wie ze een vast liedduo vormt. Ook zong ze soli in werken van Bach (Matthäus Passion), Beethoven (Egmont, 9e Symfonie), Brahms (Ein deutsches Requiem), Mahler (vierde symfonie), Mozart (Requiem) en Saint-Saëns (Requiem), Poulenc (Gloria en Stabat Mater), evenals in Rossini's Stabat Mater. Ze werkte met bekende dirigenten zoals Paul McCreesh, Stéphane Denève, Sir Mark Elder, Otto Tausk en Jan Willem de Vriend. Naast het klassieke repertoire heeft de zangeres zich ook geprofileerd in cross-overs met Turkse muziek en met jazz, met onder meer Selim Doğru en Ramón Valle (project Boundless Forces, 2021). Ze speelde en zong in de verfilming van De Belofte van Pisa uit 2019, in regie van Norbert ter Hall.

## Prijzen
Aylin Sezer was finalist tijdens de Leyla Gencer Voice Competition 2010 in Istanbul. Ze won in 2017 de Schaunard Award van het online magazine Place de l'Opéra en in 2018 de HOTIAD Award van de Turks-Nederlandse ondernemersvereniging HOTIAD voor Turkse artiest van het jaar.